# Morti nel 2007/Novembre
| Questa pagina contiene informazioni ricavate automaticamente dalle voci biografiche con l'ausilio del template Bio e di un bot. L'aggiornamento è periodico e automatico e ricostruisce completamente la pagina. Se manca una persona in questa lista, sei pregato di non aggiungerla, ma accertati piuttosto che la sua voce biografica contenga il template Bio e che i dati anagrafici siano correttamente compilati. Se il template Bio manca, inseriscilo tu stesso o, in alternativa, metti l'avviso {{tmp\|Bio}} che ne segnala la mancanza. Se i dati riportati sono sbagliati, correggi direttamente la voce biografica; le modifiche saranno visibili in questa lista entro pochi giorni. Per chiarimenti vedi il progetto biografie. La lista contiene solo le 150 persone che sono citate nell'enciclopedia e per le quali è stato implementato correttamente il template Bio. Pagina aggiornata al 2 giu 2025. |

- 1º novembre - Irv Bemoras, cestista statunitense (n. 1930)
- 1º novembre - Sonny Bupp, attore statunitense (n. 1928)
- 1º novembre - Annalisa Nasalli-Rocca, costumista italiana (n. 1924)
- 1º novembre - Paul Tibbets, generale statunitense (n. 1915)
- 2 novembre - Oreste Benzi, presbitero e educatore italiano (n. 1925)
- 2 novembre - Michael Fitzalan-Howard, generale britannico (n. 1916)
- 2 novembre - Don Freeland, pilota automobilistico statunitense (n. 1925)
- 2 novembre - Witold Kiełtyka, batterista polacco (n. 1984)
- 2 novembre - Igor' Aleksandrovič Moiseev, coreografo e ballerino sovietico (n. 1906)
- 2 novembre - The Fabulous Moolah, wrestler statunitense (n. 1923)
- 2 novembre - David Shannon Morse, informatico statunitense (n. 1943)
- 2 novembre - Reay Tannahill, scrittrice e storica britannica (n. 1929)
- 3 novembre - Maurice Noël Léon Couve de Murville, arcivescovo cattolico francese (n. 1929)
- 3 novembre - Aleksandr Viktorovič Dedjuško, attore russo (n. 1962)
- 3 novembre - Malcolm Finlay, cestista britannico (n. 1919)
- 3 novembre - Rafael Ghazaryan, fisico e politico armeno (n. 1924)
- 4 novembre - Daniel Amit, fisico e pacifista israeliano (n. 1938)
- 4 novembre - Ed Bartels, cestista statunitense (n. 1925)
- 4 novembre - Massimo Consoli, scrittore, giornalista e traduttore italiano (n. 1945)
- 4 novembre - Cyprian Ekwensi, scrittore nigeriano (n. 1921)
- 4 novembre - Vladimir Ovčarek, violinista russo (n. 1927)
- 4 novembre - Gunnar Samuelsson, fondista svedese (n. 1927)
- 5 novembre - Andrea Aureli, attore italiano (n. 1923)
- 5 novembre - Roberto Bortoluzzi, giornalista e conduttore radiofonico italiano (n. 1921)
- 5 novembre - Giorgio Ferigo, scrittore, storico e musicista italiano (n. 1949)
- 5 novembre - John W. Firor, fisico statunitense (n. 1927)
- 5 novembre - Nils Liedholm, calciatore e allenatore di calcio svedese (n. 1922)
- 6 novembre - Enzo Biagi, giornalista, scrittore e conduttore televisivo italiano (n. 1920)
- 7 novembre - Aram Asatryan, cantante armeno (n. 1953)
- 7 novembre - Lorenzo Caratti di Valfrei, genealogista e araldista italiano (n. 1930)
- 7 novembre - Earl Dodge, politico statunitense (n. 1932)
- 7 novembre - Rolf Vevle Eriksen, calciatore norvegese (n. 1923)
- 7 novembre - Mungonzazal Janshindulam, pianista mongola (n. 1972)
- 7 novembre - Basilio Nieto, calciatore spagnolo (n. 1916)
- 7 novembre - Mohammed Taoud, direttore d'orchestra marocchino (n. 1928)
- 7 novembre - Sergio Vezzoso, calciatore e allenatore di calcio italiano (n. 1943)
- 8 novembre - Stephen Fumio Hamao, cardinale e arcivescovo cattolico giapponese (n. 1930)
- 8 novembre - Bobby Harrop, allenatore di calcio e calciatore inglese (n. 1936)
- 8 novembre - David G. P. Taylor, diplomatico e politico britannico (n. 1933)
- 8 novembre - Arthur Thomas, calciatore nordirlandese (n. 1938)
- 8 novembre - Mario Viglietti, presbitero e docente italiano (n. 1921)
- 9 novembre - Luís Herrera Campíns, politico venezuelano (n. 1925)
- 9 novembre - Helen Schifano, ginnasta statunitense (n. 1922)
- 9 novembre - Jean Séguy, sociologo francese (n. 1925)
- 9 novembre - Giglia Tedesco, politica italiana (n. 1926)
- 10 novembre - Franca Maria Corneli, poetessa italiana (n. 1915)
- 10 novembre - Laraine Day, attrice statunitense (n. 1920)
- 10 novembre - Norman Mailer, scrittore statunitense (n. 1923)
- 10 novembre - George Ratkovicz, cestista statunitense (n. 1922)
- 10 novembre - John Wayne Todd, oratore statunitense (n. 1949)
- 11 novembre - Delbert Mann, regista statunitense (n. 1920)
- 12 novembre - Francesco Branciforti, filologo italiano (n. 1923)
- 12 novembre - Gaston Juchet, ingegnere e progettista francese (n. 1930)
- 12 novembre - Ira Levin, scrittore, drammaturgo e sceneggiatore statunitense (n. 1929)
- 12 novembre - Pier Ugo Melandri, calciatore e dirigente sportivo italiano (n. 1927)
- 12 novembre - Giacomo Oreglia, scrittore, poeta e traduttore italiano (n. 1924)
- 12 novembre - Eugenio Porta, avvocato italiano (n. 1924)
- 12 novembre - Josef Rampold, giornalista, scrittore e alpinista italiano (n. 1925)
- 12 novembre - Sergej Rjachovskij, serial killer russo (n. 1962)
- 13 novembre - Xavier Léon-Dufour, gesuita e teologo francese (n. 1912)
- 13 novembre - Karel Novák, calciatore e fotografo cecoslovacco (n. 1925)
- 13 novembre - Giovanni Orlandi, latinista, medievista e filologo italiano (n. 1938)
- 13 novembre - Robert Taylor, velocista statunitense (n. 1948)
- 13 novembre - Peter Zinner, montatore, regista e produttore cinematografico austriaco (n. 1919)
- 14 novembre - Silvio Bedini, storico statunitense (n. 1917)
- 14 novembre - Mauro Bortolotti, compositore italiano (n. 1926)
- 14 novembre - Peter Hartmann, scultore svizzero (n. 1921)
- 14 novembre - Jean Jadot, calciatore belga (n. 1928)
- 14 novembre - David Oppenheim, clarinettista statunitense (n. 1922)
- 14 novembre - Władysław Szuzkiewicz, canoista polacco (n. 1938)
- 15 novembre - Giuseppe Magnani, pittore italiano (n. 1913)
- 15 novembre - Nikolaj Solov'ëv, lottatore sovietico (n. 1931)
- 16 novembre - Renato Adinolfi, scacchista italiano (n. 1929)
- 16 novembre - Angelo Marcello Anile, matematico e fisico italiano (n. 1948)
- 16 novembre - Benito Balducci, pittore italiano (n. 1923)
- 16 novembre - Javier Escalza, calciatore spagnolo (n. 1951)
- 16 novembre - Gene H. Golub, matematico e informatico statunitense (n. 1932)
- 16 novembre - Pierre Granier-Deferre, regista e sceneggiatore francese (n. 1927)
- 16 novembre - Grethe Kausland, cantante e attrice norvegese (n. 1947)
- 17 novembre - Ferdinando Baldi, regista e sceneggiatore italiano (n. 1927)
- 17 novembre - Oleg Georgovič Gazenko, medico e militare russo (n. 1918)
- 17 novembre - Giovanni Simonelli, sceneggiatore e regista cinematografico italiano (n. 1926)
- 18 novembre - Sidney Coleman, fisico statunitense (n. 1937)
- 18 novembre - John Ronald Gower, ufficiale inglese (n. 1912)
- 18 novembre - Joseph T. Gregory, paleontologo statunitense (n. 1914)
- 18 novembre - Ellen Preis, schermitrice austriaca (n. 1912)
- 19 novembre - André Bettencourt, politico francese (n. 1919)
- 19 novembre - Giuseppe Cadé, calciatore italiano (n. 1934)
- 19 novembre - Kevin DuBrow, cantante statunitense (n. 1955)
- 19 novembre - Wiera Gran, cantante e attrice polacca (n. 1916)
- 19 novembre - Michel André Kervaire, matematico francese (n. 1927)
- 19 novembre - Ken Leek, calciatore gallese (n. 1935)
- 19 novembre - Oleg Lïtvïnenko, calciatore kazako (n. 1973)
- 19 novembre - Umberto Parini, chirurgo italiano (n. 1944)
- 19 novembre - Jim Ringo, giocatore di football americano statunitense (n. 1931)
- 19 novembre - Magda Szabó, insegnante e scrittrice ungherese (n. 1917)
- 20 novembre - Ercole Agnoletti, presbitero, storico e archivista italiano (n. 1920)
- 20 novembre - Giuseppe Mottola, politico italiano (n. 1936)
- 20 novembre - Ian Smith, politico rhodesiano (n. 1919)
- 20 novembre - Germano Zaccheo, vescovo cattolico italiano (n. 1934)
- 21 novembre - Fernando Fernán Gómez, scrittore, drammaturgo e regista spagnolo (n. 1921)
- 21 novembre - Franco Grillone, allenatore di calcio e calciatore italiano (n. 1925)
- 21 novembre - James Larry Strong, giocatore di baseball, allenatore di baseball e cestista statunitense (n. 1918)
- 21 novembre - Richard Leigh, romanziere statunitense (n. 1943)
- 21 novembre - František Picek, cestista cecoslovacco (n. 1912)
- 21 novembre - Herbert Saffir, ingegnere statunitense (n. 1917)
- 22 novembre - Maurice Béjart, danzatore e coreografo francese (n. 1927)
- 22 novembre - Vladimir Kazancev, siepista sovietico (n. 1923)
- 22 novembre - Verity Lambert, produttrice televisiva e produttrice cinematografica inglese (n. 1935)
- 22 novembre - Reg Park, culturista e attore inglese (n. 1928)
- 23 novembre - Vladas Douksas, calciatore uruguaiano (n. 1933)
- 23 novembre - Maximiliano Garafulic, cestista cileno (n. 1938)
- 23 novembre - Frank Guarrera, baritono statunitense (n. 1923)
- 23 novembre - Vladimir Aleksandrovič Krjučkov, politico e poliziotto sovietico (n. 1924)
- 23 novembre - Ichiji Ōtani, calciatore giapponese (n. 1912)
- 23 novembre - Ernie Roe, sollevatore britannico (n. 1919)
- 23 novembre - Óscar Carmelo Sánchez, calciatore e allenatore di calcio boliviano (n. 1971)
- 24 novembre - Guglielmo Cudicini, calciatore italiano (n. 1903)
- 24 novembre - Alì Nannipieri, politico italiano (n. 1925)
- 24 novembre - Bruno Pini, matematico italiano (n. 1918)
- 24 novembre - Enrico Ranzanici, imprenditore e dirigente sportivo italiano (n. 1924)
- 25 novembre - The Angel of Death, wrestler statunitense (n. 1953)
- 25 novembre - Roberto Del Giudice, doppiatore, direttore del doppiaggio e attore italiano (n. 1940)
- 25 novembre - Giuseppe Zeni, botanico italiano (n. 1912)
- 26 novembre - Manuel Badenes, calciatore spagnolo (n. 1928)
- 26 novembre - Herb McKenley, velocista giamaicano (n. 1922)
- 26 novembre - Nicola Raponi, storico italiano (n. 1931)
- 26 novembre - Carlo Russo, politico italiano (n. 1920)
- 27 novembre - Giovan Battista Bertagni, militare e partigiano italiano (n. 1921)
- 27 novembre - Ugo Gastaldi, storico italiano (n. 1910)
- 27 novembre - Svein Johannessen, scacchista norvegese (n. 1937)
- 27 novembre - Sean Taylor, giocatore di football americano statunitense (n. 1983)
- 27 novembre - Bill Willis, giocatore di football americano statunitense (n. 1921)
- 28 novembre - Jeanne Bates, attrice statunitense (n. 1918)
- 28 novembre - Don'o Donev, animatore, regista e artista bulgaro (n. 1929)
- 28 novembre - Bobby Simpson, giocatore di football americano, cestista e dirigente sportivo canadese (n. 1930)
- 29 novembre - Vilikton Barannikov, pugile sovietico (n. 1938)
- 29 novembre - Ralph Beard, cestista statunitense (n. 1927)
- 29 novembre - Henry Hyde, politico statunitense (n. 1924)
- 29 novembre - Tommy Kron, cestista statunitense (n. 1943)
- 30 novembre - John Lloyd Ackrill, filologo classico inglese (n. 1921)
- 30 novembre - Engin Arık, fisica turca (n. 1948)
- 30 novembre - Seymour Benzer, fisico e genetista statunitense (n. 1921)
- 30 novembre - Ian Crawford, calciatore e allenatore di calcio scozzese (n. 1934)
- 30 novembre - Pauli Aapeli Janhonen, tiratore a segno finlandese (n. 1914)
- 30 novembre - Evel Knievel, stuntman statunitense (n. 1938)
- 30 novembre - Adriano Lombardi, calciatore e allenatore di calcio italiano (n. 1945)
- 30 novembre - Giuseppe Masi, scrittore, filosofo e poeta italiano (n. 1915)
- 30 novembre - François-Xavier Ortoli, politico e funzionario francese (n. 1925)
- 30 novembre - Brady Walker, cestista statunitense (n. 1921)